# Prêmio Globo de Melhores do Ano de profissional do esporte
O Prêmio Globo de Melhores do Ano para Profissional do Esporte é um prêmio anual entregue pela TV Globo ao jornalista esportivo que mais se destacou no ano.  A categoria foi apresentada pela primeira vez durante a 28ª edição da premiação.

## Vencedores e indicados
|  | Indica o vencedor(a) |

### Década de 2020
Fonte: 
| Ano              | Indicados |
| ---------------- | --------- |
| 2024             |           |
| Karine Alves     |           |
| Everaldo Marques |           |
| Luís Roberto     |           |